# Laphria astur
Laphria astur là một loài ruồi trong họ Asilidae. Laphria astur được Osten-Sacken miêu tả năm 1877.